# Palais Piccolomini (Pienza)
Pour les articles homonymes, voir Piccolomini.
Le Palais Piccolomini, dit aussi Palazzo Pontificio, est un palais citadin de Pienza la ville idéalisée de la Renaissance voulue par le futur pape Pie II, situé dans le centre historique sur la Place Pie-II, sur le flanc droit de la cathédrale.

## Histoire
Résidence de la famille Piccolomini, construit à l'initiative de Enea Piccolomini, futur pape Pie II, le palais fut construit à partir de 1459 par Bernardo Rossellino et inspiré du Palazzo Rucellai de Florence.  

## Description
De style renaissance florentine, le palais est de forme rectangulaire et comporte trois étages séparés par des cornice marcapiano, équipés de fenêtres géminées. 
Le grand portail d'entrée est situé sur la façade nord.
À l'intérieur se trouve une cour rectangulaire bordée d'une loggia.
L'extérieur côté Sud, qui comporte une loggetta à trois ordres, donne, par un jardin à l'italienne, sur la campagne environnante, le Mont Amiata et Corsignano, le village de naissance d'Enea Silvio de’ Piccolomini.
Sous la première terrasse du jardin se trouve une limonaia.
Dans le coin de la façade  vers le corso Rosselino, se trouve un des deux puits de marbre blanc de la place. 

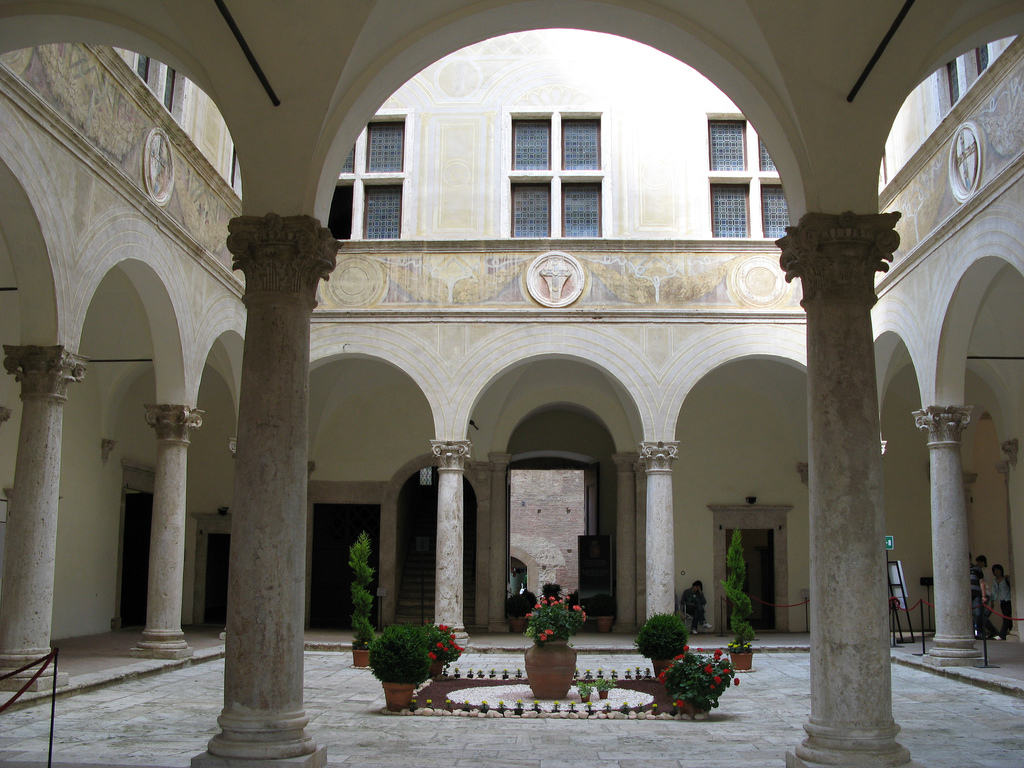
Le cortile et sa loggia.
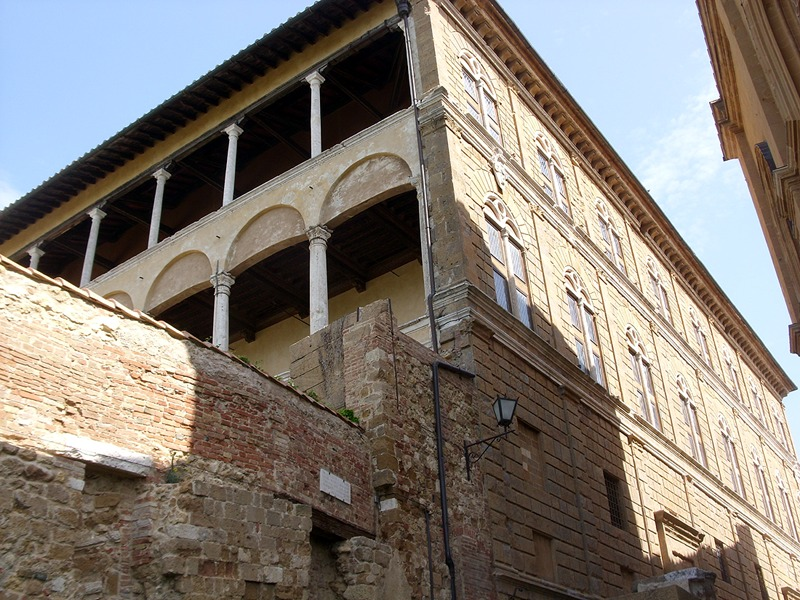
La ruelle séparant le palais du Duomo.
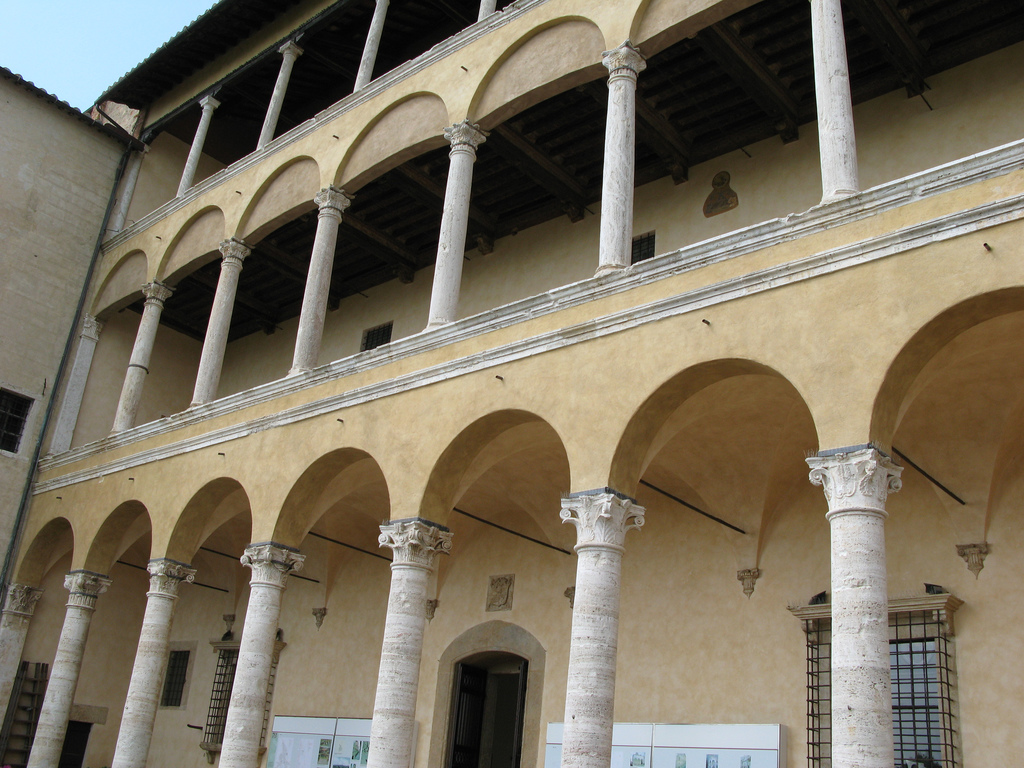
La logetta à trois ordres donnant sur le jardin.
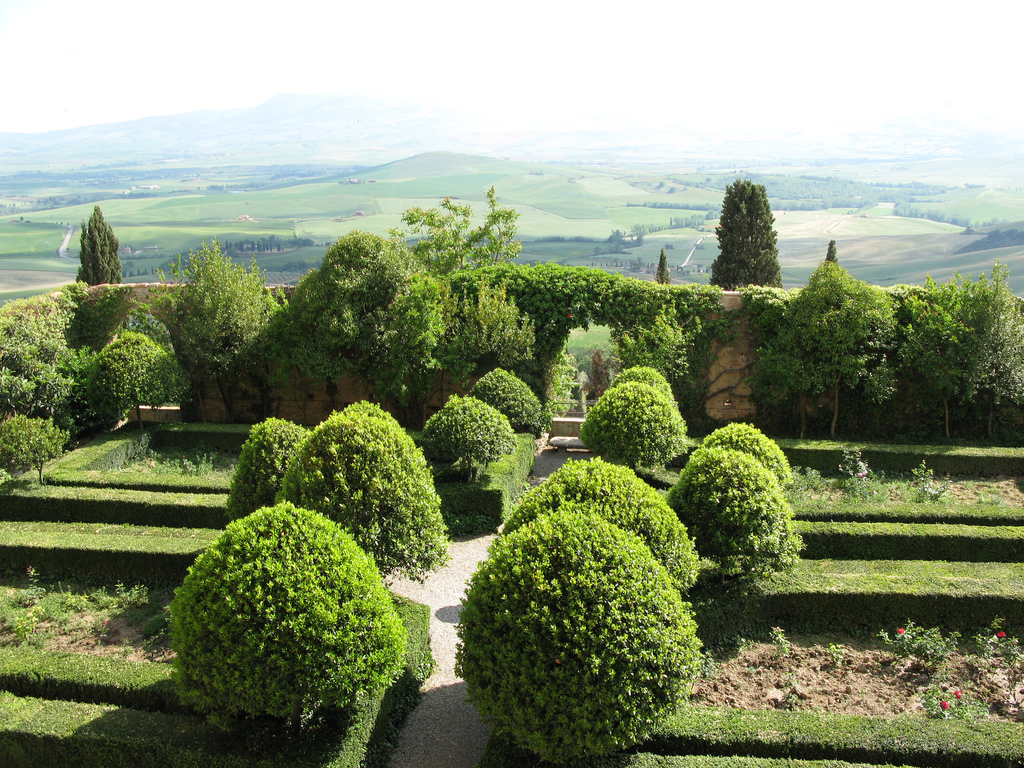
Le jardin